# لوس ديبورتيس
لوس ديبورتيس هي مجلة رياضية نصف شهرية صدرت في برشلونة، إسبانيا، بين عامي 1897 و1910. تُعد المجلة واحدة من أولى المنشورات الرياضية في البلاد، ولعبت دورًا مهمًا في تأسيس الصحافة الرياضية. كان عنوانها الفرعي (المجلة الإسبانية المصورة لرياضة السيارات، وركوب الدراجات، والطيران، والسياحة والتعليم).

## التاريخ والملف الشخصي
نُشرت صحيفة لوس ديبورتيس لأول مرة في برشلونة في الأول من نوفمبر عام 1897. كانت مجلة لوس ديبورتيس المنفذ الإعلامي الرسمي لكل من نادي الطيران الكتالوني، والجمعية الملكية لصائدي برشلونة، والاتحاد الكتالوني لأندية كرة القدم. اعتبارًا من يونيو 1898، أصبحت المجلة أيضًا المجلة الرسمية لـالجمعية الإسبانية للجمباز. كانت المجلة تصدر مرتين أسبوعيا وتغطي العديد من الأنشطة الرياضية، بما في ذلك الجمباز وركوب الدراجات والتزلج على الجليد والتجديف والإبحار والمبارزة والصيد وألعاب الكرة والتنس وسباق السيارات وكرة القدم. وكانت الأقسام الأخرى للمجلة تتناول الترفيه ومصارعة الثيران والحفلات الموسيقية والمسرح الموسيقي والدراما والقصص القصيرة.نُشر العمود الأول عن كرة القدم في 24 ديسمبر 1899.
كان نارسيسو ماسفيرير سالا مؤسسًا ومديرًا للمجلة. المساهمين المنتظمين هم ديفيد فيرير وإلياس جونكوسا. ساهم ألبرتو سيرا في كتابة المقالات المتعلقة بكرة القدم في صحيفة لوس ديبورتيس، حيث قدم أولى سجلات كرة القدم. نشر أنطونيو فيادا مقالات في المجلة حول اعتماد مصطلحات كرة القدم الأجنبية بين عامي 1897 و1910. اندمجت صحيفة رياضية أخرى مقرها برشلونة، وهي صحيفة برشلونة سبورت، مع صحيفة لوس ديبورتيس في عام 1899.